# Ablabesmyia hilli
Ablabesmyia hilli är en tvåvingeart som beskrevs av Freeman 1961. Ablabesmyia hilli ingår i släktet Ablabesmyia och familjen fjädermyggor. Inga underarter finns listade i Catalogue of Life.